# (5273) Peilisheng
(5273) Peilisheng est un astéroïde de la ceinture principale.

## Description
(5273) Peilisheng est un astéroïde de la ceinture principale. Il fut découvert le 16 février 1982 à la station de Xinglong par l'observatoire de la Montagne Pourpre. Il présente une orbite caractérisée par un demi-grand axe de 2,31 UA, une excentricité de 0,09 et une inclinaison de 6,3° par rapport à l'écliptique.

## Compléments